# Eclissi solare del 28 luglio 1851
L'Eclissi solare del 28 luglio 1851, di tipo totale, è un evento astronomico che ha avuto luogo il suddetto giorno attorno alle ore 14:33 UTC. La durata della fase massima dell'eclissi è stata di 221 secondi (3 minuti e 41 secondi) e l'ombra lunare sulla superficie terrestre raggiunse una larghezza di 296 km. Questa eclissi è stata la prima ad essere fotografata, mediante processo di dagherrotipia, da Julius  Berkowski.
L'eclissi del 28 luglio 1851 è stata la 6ª del XIX secolo. La precedente eclissi solare si è verificata l'8 luglio 1842, la seguente il 30 novembre 1853. 

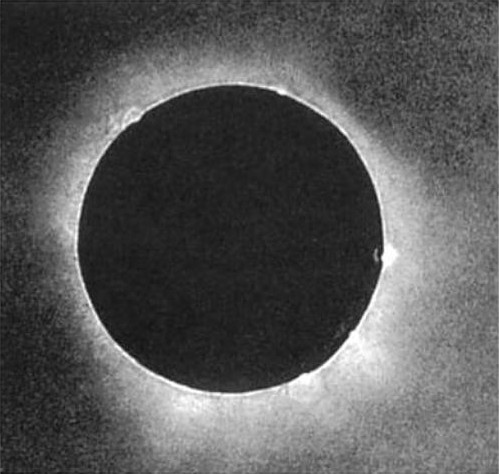
La prima fotografia di un'eclissi solare, effettuata da Berkowski presso l'osservatorio reale di Königsberg, Prussia

L'eclissi solare è passata attraverso il Regno di Prussia, l'Impero Britannico e l'Impero Austriaco. L'eclissi solare del 28 luglio 1851 è la prima di cui è stata fatta una fotografia scientificamente rilevante, realizzata da Julius Berkowski all'Osservatorio Reale di Königsberg, all'epoca nel Regno di Prussia (oggi Kaliningrad, enclave russa).

## Osservazioni
Fotografare una raro evento come un'eclissi solare era una difficile sfida per la fotografia dell'epoca, ancora ai primordi, sia a causa dell'estremo contrasto tra la corona solare e l'ombra della Luna sia a causa dell'angolo inusuale verso cui l'apparecchiatura fotografica sarebbe dovuta essere orientata, infatti prima dell'eclissi del 28 luglio 1851 non era ancora mai stata realizzata nessuna fotografia della corona solare. Per questa occasione, l'Osservatorio Reale Prussiano a Königsberg (oggi Kalinigrad, in Russia) ha commissionato a uno dei dagherrotipi più talentuosi della città, Johann Julius Friedrich Berkowski, di catturare un'immagine dell'eclissi. Gli osservatori hanno collegato un piccolo telescopio rifrattore di sei centimetri all'eliometro Fraunhofer di 15,8 centimetri, e Berkowski fece una esposizione di 84 secondi poco dopo l'inizio della totalità.
Tra gli altri osservatori ci sono gli astronomi britannici Robert Grant e William Swan e l'astronomo austriaco Karl Ludwig von Littrow. 

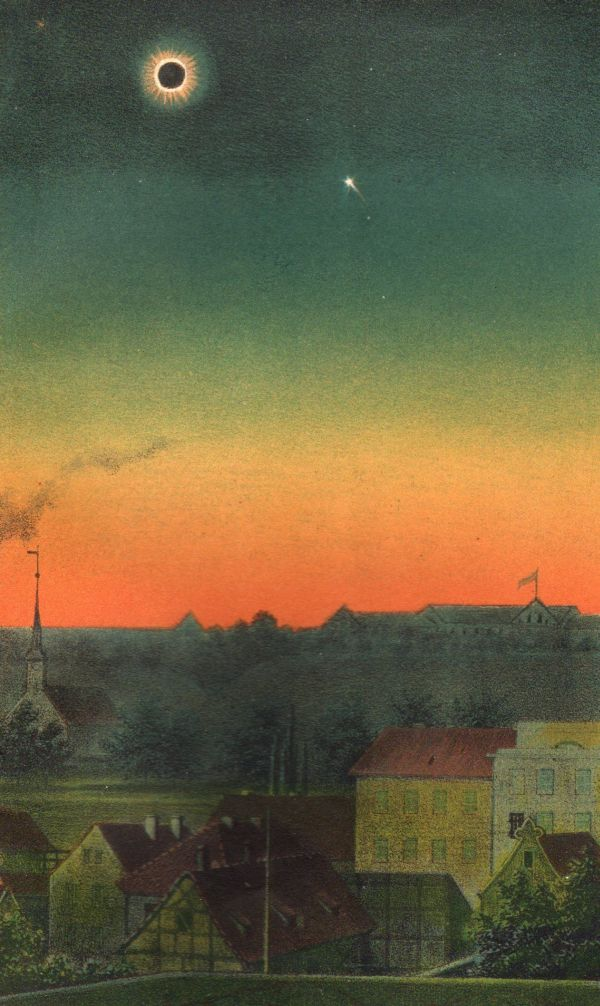
Illustrazione dell'eclissi a Danzica, Prussia

## Eclissi correlate
L'eclissi del 28 luglio 1851 fu parte del ciclo di Saros 143, una sequenza di 72 eclissi solari parziali e totali tra il 1617 e il 2897. Le uniche eclissi totali di questo ciclo sono avvenute tra il 1797 e il 1995.